# Karosseriefabrik Voll
Die Karosseriefabrik Voll KG war ein Karosseriebauunternehmen in Würzburg-Heidingsfeld, die von 1926 bis 1992 bestand.

## Geschichte
Josef Voll gründete das Unternehmen im Jahr 1926 zunächst als Automobil-Reparaturwerkstatt. Anfangs wurden Omnibusse aufgebaut. Es folgten Sonderaufbauten aller Art, teils in Kleinserie, teils als Sonderanfertigungen auf Kundenwunsch. Feuerwehren, Polizei und THW bestellten ihre Aufbauten bei Voll. Auch Verkaufsfahrzeuge wurden gefertigt sowie Notarzt- und Geländewagen, Konferenzbusse und Wohnmobile. Meist waren die Fahrgestelle von der Firma Opel. Lange Zeit wurden auch die Führerhäuser des Opel Blitz gefertigt.

## Verkauf der Firma
1984 kaufte die britische Firma Hammond aus Dover die Karosseriefabrik. Nach Plänen von Michael W. Thiede wurde von 1984 bis 1988 ein viersitziges Cabrio wurde unter der Handelsbezeichnung „Hammond & Thiede“ insgesamt 2873 mal auf das Basis einer zweitürigen Limousine des Opel Ascona C aufgebaut. Das Fahrzeug bot ein voll versenkbares Verdeck und wurde offiziell über das Opel-Händlernetz angeboten.

## Ende des Karosseriebaus
Nach dem Verkauf des Betriebs an die griechisch-zypriotische Familie Levitis zog sich die Voll KG aus dem gewinnträchtigen Pkw-Sektor zurück und wollte mit dem Bau leichter und wendiger City-Busse namens Gazelle und speziellen Kühlfahrzeugen den Erfolg der Firma sichern. Doch die Rechnung ging nicht auf. 1991 begann die Entlassung der Mitarbeiter und im Jahr 1992 endete die Geschichte des Karosseriebaus in Würzburg.